# Zhao Jing
Zhao Jing (n. 31 decembrie 1990, Wuhan, Republica Populară Chineză) este o înotătoare ce a reprezentat Republica Populară Chineză, medaliată olimpică. A participat la 2 ediții ale Jocurilor Olimpice (2008, 2012) în care a câștigat o medalie de bronz.